# Mohácsi Emil
Mohácsi Emil (1946. március 25. – 2024. április 15.) magyar szinkronrendező.

## Életpályája
1976–1979 között a Színház- és Filmművészeti Főiskola adásrendező szakán szerzett diplomát. 1978–2009 között szinkronrendezőként dolgozott. Nevéhez 516 film, sorozat szinkronrendezése kötődik.
Lánya Mohácsi Nóra színkronszínész.

## Hangrendezői munkái
- Éljen Szervác! (1986)
- Varjúdombi meleghozók (1988)
- A préri pacsirtája (1994)

## Díjai, elismerései
- Szinkron Életműdíj (2019)[7]